# Jan II Bal
Jan II Bal herbu Gozdawa – syn Matjasza III, szlachcic polski z Hoczwi, ożeniony z Anną Sienieńską z Sienna, protestant wyznania kalwińskiego. 
Studiował w Padwie, w roku 1592 był jednym z pierwszych ofiarodawców wystawienia ołtarza i kaplicy pod wezwaniem św. Stanisława w tumie św. Antoniego w Padwie. Nazwisko Jana Bala figuruje w księdze darczyńców przechowywanej w archiwum uniwersyteckim w Padwie. Z akt grodzkich i sądowych dowiadujemy się również, że rodzina ta prowadziła spory z Adamem Mieleckim Wierzbiętą oraz Andrzejem Herburtem z Felsztyna. W roku 1598 poza rodzinną Hoczwią odziedziczył Srednią Wieś, Dziurdziów, Żerdenka i Żernicę, oraz górskie wsie Bystre, Kalnica, Jabłonki i Żubracze.  
W roku 1629 Magnus Nijowski cantor et officialis premisliensis, samboriensis et lescensis praepositus jezuita w imieniu kurii przemyskiej pozywa Jana Bala przed sąd grodzki w Sanoku o zwrot zagarniętego (napad) kościoła w Hoczwi. Wyrok zasądzający potwierdza następnie trybunał lubelski. Nie dochodzi jednak do egzekucji wyroku z powodu śmierci Nijowskiego. Mimo orzeczenia trybunału wyrok na Balu pozostał w zawieszeniu. 
Rodzeństwo Jana: bracia Piotr, Samuel i Matjasz. Potomstwo Jana II: syn Maciej, Piotr i córka Halszka. 